# 春日部市立豊春小学校
春日部市立豊春小学校（かすかべしりつ とよはるしょうがっこう）とは、埼玉県春日部市道順川戸に位置する公立小学校。児童数は2020年現在、630名。

## 概要
創立は1873年（明治6年）。花積学校（花積東西寺）と谷原学校（上谷原の中村氏旧屋）が前身。1886年（明治19年）の小学校令施行の際、この2校が廃され増富学校となり福蔵院（現在の増富自治会館の場所）が校舎に充てられ、1890年（明治23年）10月15日には豊春尋常小学校と改称され、この日を開校記念日と定めた。
その後1914年（大正3年）には高等科を併置し豊春尋常高等小学校と改称し、さらに、1946年（昭和21年）に豊春村立豊春小学校、1954年（昭和29年）には市制により春日部市立豊春小学校となり、現在に至る。なお、1947年（昭和22年）4月1日に豊春小学校敷地内に豊春村立豊春中学校（現、春日部市立豊春中学校）が開校した（1970年現在地に移転）。
児童数は1965年（昭和40年）頃から急激に増加し、1977年（昭和52年）には1486名・37学級となる。同年に立野小学校へ、1978年（昭和53年）には宮川小学校へ一部を分離し、その後1982年（昭和57年）に1273名・31学級となるが、この年をピークに児童数は徐々に減少し、2021年（令和3年）現在では670名前後となる。

## 所在地
- 埼玉県春日部市大字道順川戸37-1

## 出身者
- 佐藤久成